# Powiat Mátészalka
Powiat Mátészalka (węg. Mátészalkai járás) – jeden z jedenastu powiatów komitatu Szabolcs-Szatmár-Bereg na Węgrzech. Siedzibą władz jest miasto Mátészalka.